# Улрих X фон Хелфенщайн
Улрих X фон Хелфенщайн (на немски: Ulrich X (XI, XVI) von Helfenstein; * 20 юли 1486; † 26 май 1548) е граф на Хелфенщайн-Визенщайг в Баден-Вюртемберг от 1493 до 1548 г. и регент на Херцогство Вюртемберг.

## Биография
Той е най-големият син на граф Лудвиг IV фон Хелфенщайн († 27 декември 1493) и съпругата му шенкин Елизабет фон Лимпург-Шпекфелд-Оберзонтхайм († 1538), дъщеря на Георг II Шенк фон Лимпург († 1475) и Маргарета фон Хоенберг († 1475). Майка му се омъжва втори път на 23 ноември 1495 г. за граф Георг I фон Хелфенщайн, господар на Веленхайм, Хексенагер-Зулметинген († 1517). Брат е на Лудвиг I Хелфрих фон Хелфенщайн († 1525), женен ок. 1497 г. за Маргарета фон Еделсхайм? († 1537), дъщеря на император Максимилиан I (1459 – 1519).
Улрих X е от 1500 г. императорски съветник, от 1525/1531 г. съветник и регент във Вюртемберг, от 1532 г. дворцовпфалцграф и от 1539 г. най-главен съветник на пфалцграф Филип. През 1530 г. Улрих X подписва Конфесията от Аугсбург.
Улрих X фон Хелфенщайн умира на 26 май 1548 г. на 61 години и е погребан в манастирската църква Визенщайг.

## Фамилия
Улрих X фон Хелфенщайн се жени на 20 януари 1512 г. за графиня Катарина фон Валдбург-Зоненберг (* 21 октомври 1495; † 14 октомври 1563), дъщеря на граф Йохан фон Валдбург-Зоненберг-Волфег († 1510) и графиня Йохана фон Залм († 1510). Те имат тринадесет деца:
- Рудолф (* 15 юни 1513; † 7 януари 1532)
- Барбара (* 7 октомври 1514; † 151?)
- Улрих (* 1516; † 151?)
- Мария (* 25 март 1517; † 1530)
- Георг II фон Хелфенщайн (* 7 ноември 1518, Бамберг; † 17 ноември 1573, Нойфра), граф на Хелфенщайн-Веленхайм-Визенщайг, фрайхер на Гунделфинген, императорски полковник, женен I. на 4 май 1536 г. в Бамберг за Мари де Бонард Даме де Гомигниес, наследничка на Гунделфинген († сл. 12 февруари 1565), II. 1567 г. в Мескирх за Аполония фон Цимерн-Мьоскирх (* 1547; † 31 юли 1604)
- Катарина (* 21 септември 1521; † 8 септември 1530)
- Себастиан фон Хелфенщайн (* 21 септември 1521; † 16 май 1564), граф на Хелфенщайн във Веленхайм, женен I. пр. 1552 г. за Мария фон Марк († пр. 10 юли 1563), II. на 21 септември 1563 г. за Мария фон Хевен († 1587)
- Улрих XI (XIII, XVII) фон Хелфенщайн (* 8 февруари 1524; † 17 януари 1570), граф на Хелфенщайн-Визенщайг, женен за Катарина фон Монфор-Ротенфелс-Васербург (* пр. 25 февруари 1536; † 26 декември 1594)
- Лудвиг (* 1525; † 30 август 1526)
- Елизабет (* 21 ноември 1527; † 2 ноември 1584), омъжена I. за Георг фон Раполтщайн († 25 август 1548), II. на 11 юни 1555 г. за граф Хайнрих IV фон Кастел (* 13 февруари 1525; † 20 септември 1595)
- Маргарета (* 17 април 1530; † 17 септември 1589), омъжена за граф Георг Филип фон Лихтенщайн фрайхер цу Кастелкорн († 1561)
- Катарина (* 11 август 1532; † 24 февруари 1578, Бисинген), омъжена 1551 г. за фрайхер Конрад X фон Бойнебург-Бемелберг († 16 април 1591)
- Барбара (* 25 май 1534; † 22 септември 1573), омъжена на 7 декември 1556 г. във Визенщайг за граф Алвиг фон Зулц († 4 януари 1572)